# 박종원 (1960년)
박종원(朴鐘元, 1960년 10월 20일 ~ )은 대한민국의 영화 감독 겸 전 교육자이다.

## 학력
- 한양대학교 연극영화학 학사
- 샌프란시스코예술대학교대학원 영화연출학 석사
- 단국대학교 문학 명예박사

## 약력
- 경상남도 밀양 출신
- 1985년 세경흥업 기획실 실장
- 1999년 한국영화감독협회 정회원
- 1999년 영상물등급위원회 위원
- 1997~1999년 한국공연예술진흥협의회 위원
- 1995~2006년 한국예술종합학교영상원 영화과 부교수
- 2006년 한국예술종합학교 영상원 영화과 교수
- 2007년 한국영화감독협회 부이사장
- 2009년 한국예술종합학교 영상원 원장
- 2009~2013년 한국예술종합학교 총장 역임
- 2010년 유네스코 세계문화예술교육대회 조직위원회 위원
- 2010년 신영균예술문화재단 이사
- 2010년 대종상영화제 조직위원
- 2011년 평창동계올림픽 조직위원회 위원
- 2012년 유네스코 한국위원회 문화분과 위원
- 2012년 ~ 제1대 아시아예술교육기관연맹 회장 역임

## 영화
- 1989년 《구로 아리랑》 - 각색, 감독
- 1992년 《우리들의 일그러진 영웅》 - 각본,감독
- 1995년 《영원한 제국》 - 각본, 감독
- 1996년 《맥주가 애인보다 좋은 일곱가지 이유》 - 감독
- 1999년 《송어》 - 제작,각본, 감독
- 2001년 《파라다이스 빌라》 - 각본, 감독

## 드라마
- 2007년 OCN 《정조암살미스터리 - 8일》 - 연출

## 저서
- 《시나리오에서 스크린까지》

## 수상
- 1992년 제16회 몬트리얼 국제영화제 특별상 《우리들의 일그러진 영웅》
- 1992년 제13회 청룡영화상 최우수 작품상, 감독상 《우리들의 일그러진 영웅》
- 1992년 제3회 이천춘사대상영화제 최우수 작품상 《우리들의 일그러진 영웅》
- 1992년 제12회 하와이국제영화제 그랑프리 《우리들의 일그러진 영웅》
- 1992년 제29회 백상예술대상 영화부문 대상, 작품상, 감독상 《우리들의 일그러진 영웅》
- 1993년 제6회 싱가포르 국제영화제 비평가상 《우리들의 일그러진 영웅》
- 1995년 오늘의 젊은 예술가상
- 1995년 제15회 한국영화평론가협회상 최우수 작품상 《영원한 제국》
- 1995년 제33회 대종상 감독상, 최우수 작품상 《영원한 제국》
- 1996년 제10회 기독교문화대상
- 1999년 제12회 도쿄국제영화제 심사위원 특별대상 《송어》
- 1999년 문화관광부장관 표창상
- 2007년 한국방송비평회 좋은방송프로그램상 드라마부문 《정조암살미스터리 - 8일》
- 2012년 자랑스러운 한양인상
- 2021년 제26회 《춘사영화제》 공로상